# ژان فروآسار
ژان فروآسار (به فرانسوی: Jean Froissart) (۱۳۳۷-۱۴۰۵)، یکی از وقایع‌نگاران فرانسوی بود که پیرامون رویدادهای قرن ۱۴ و مخصوصاً پادشاهی‌های انگلستان و فرانسه و نیز نیمه اول جنگ صدساله بین دو کشور مذکور به ثبت و ضبط رویدادها پرداخته و وقایع فروآسار در این دوران مشهور و بسیار محل استناد است.

## نگارخانه

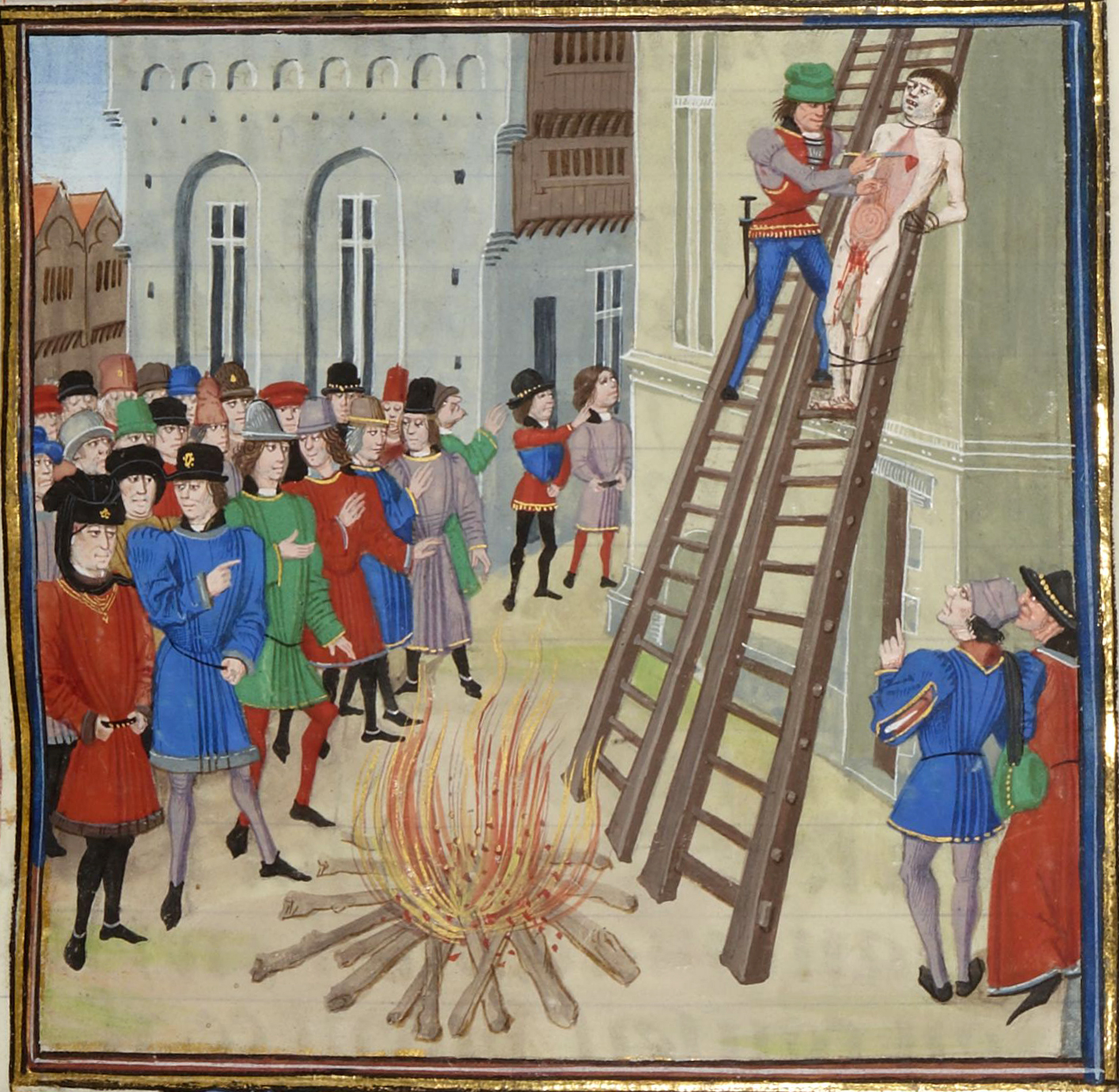
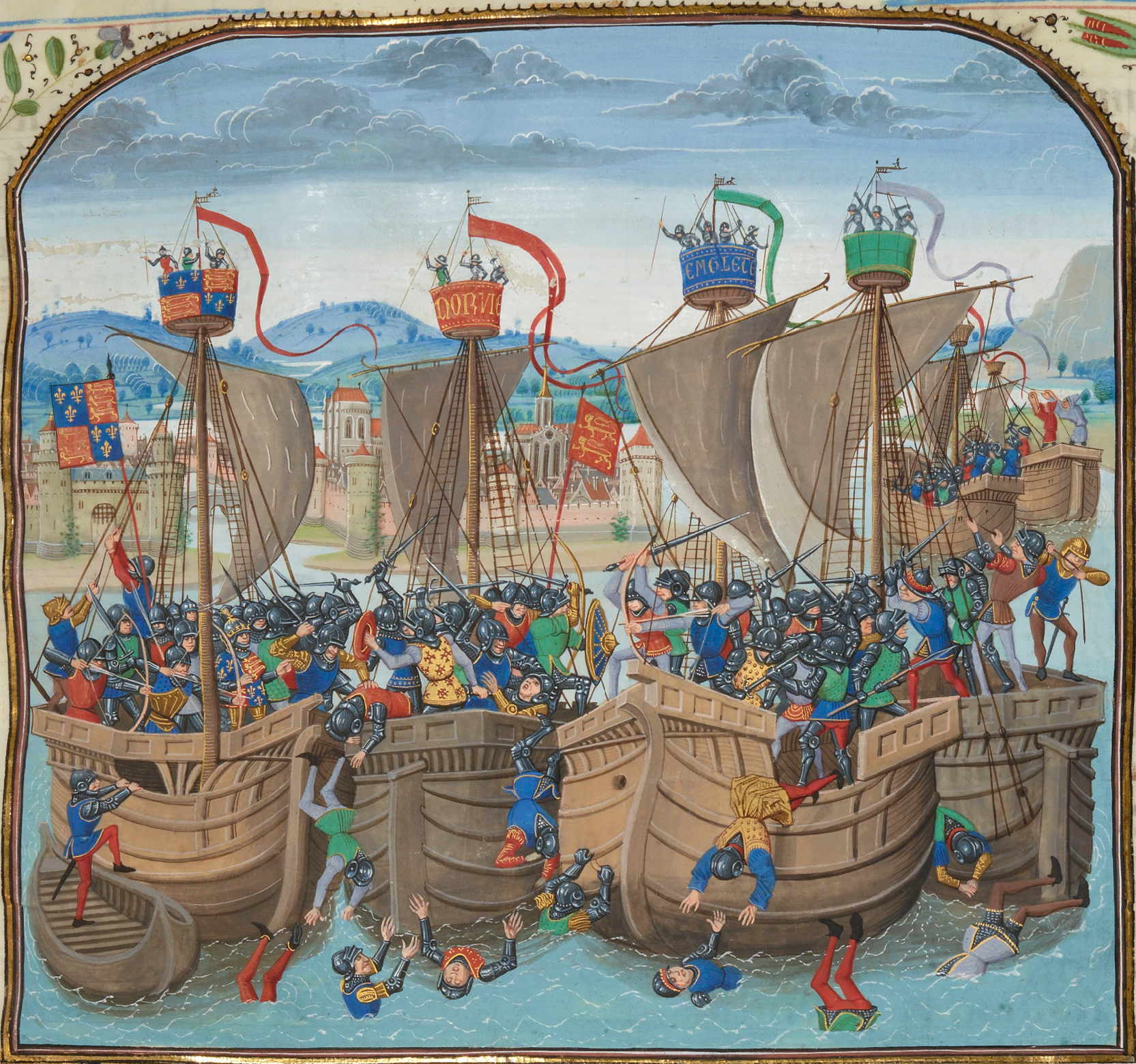
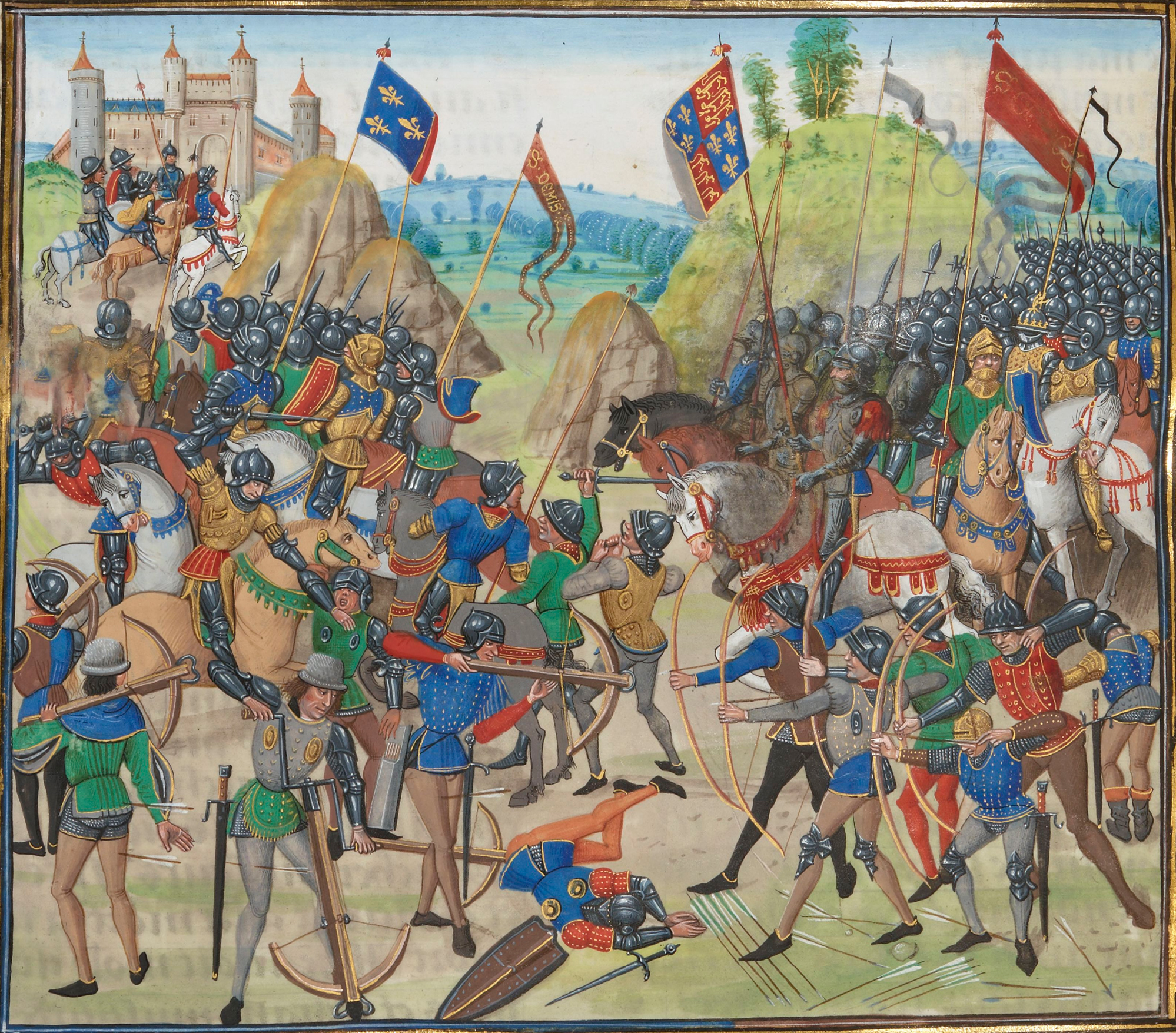
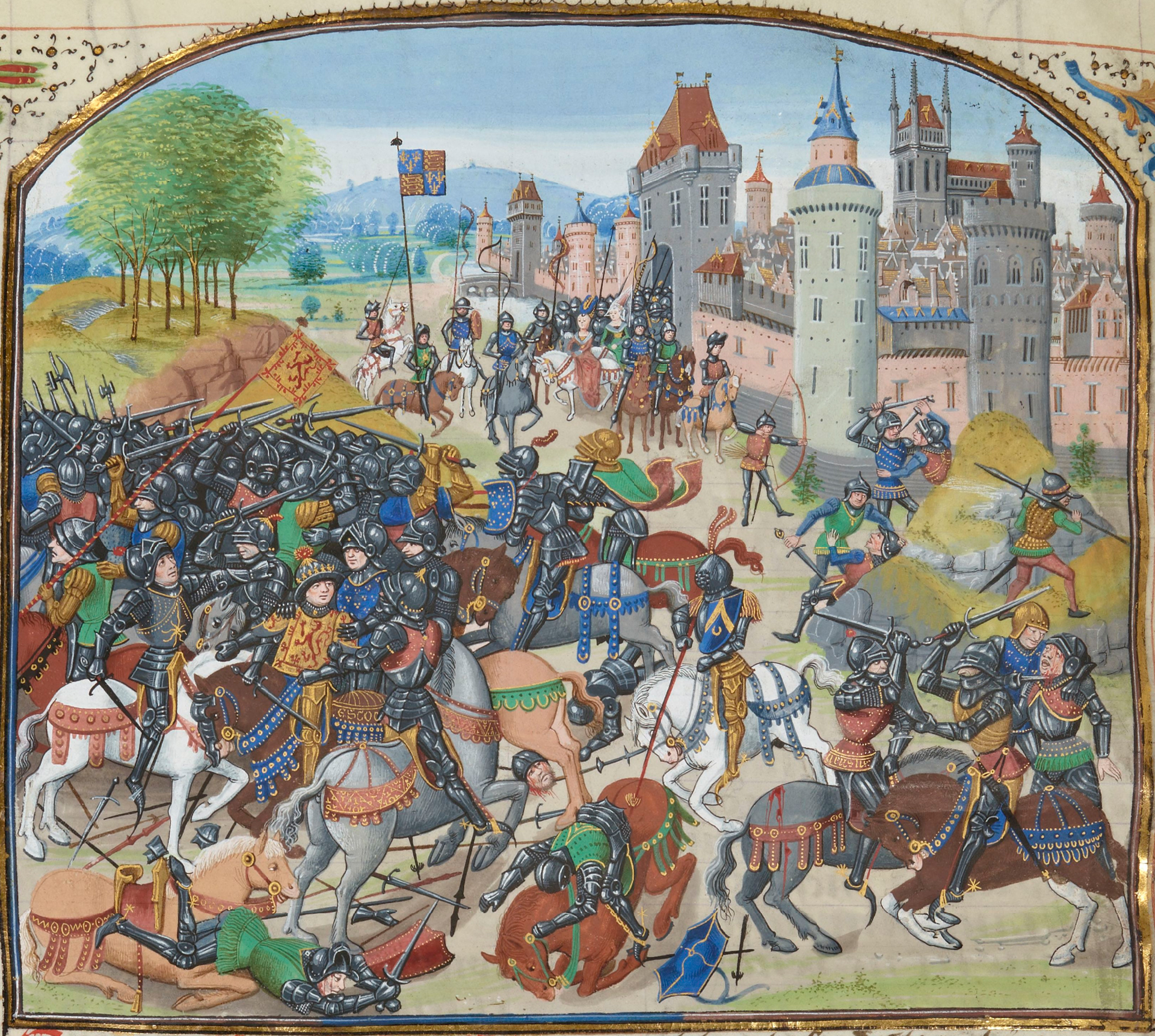
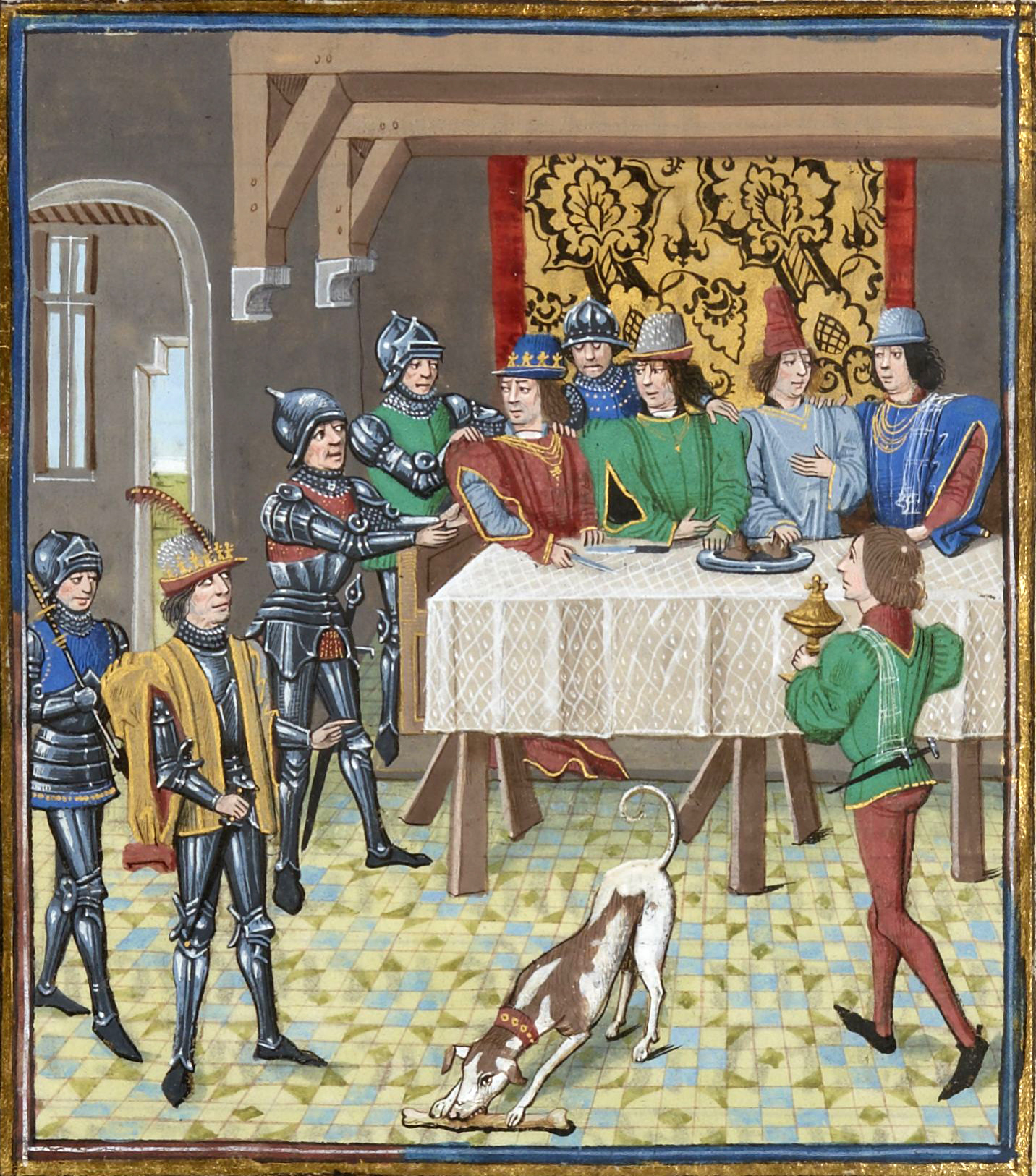
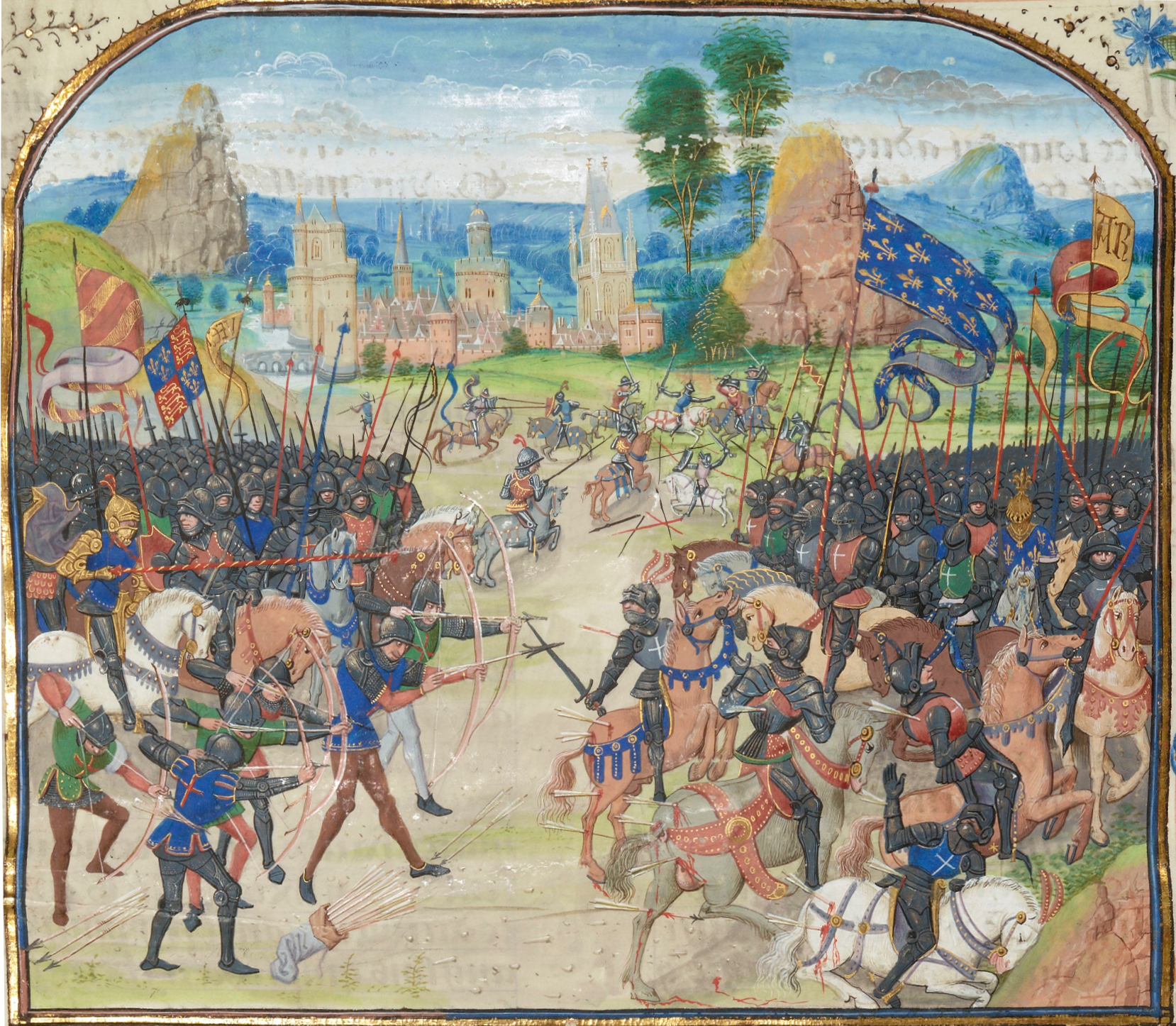
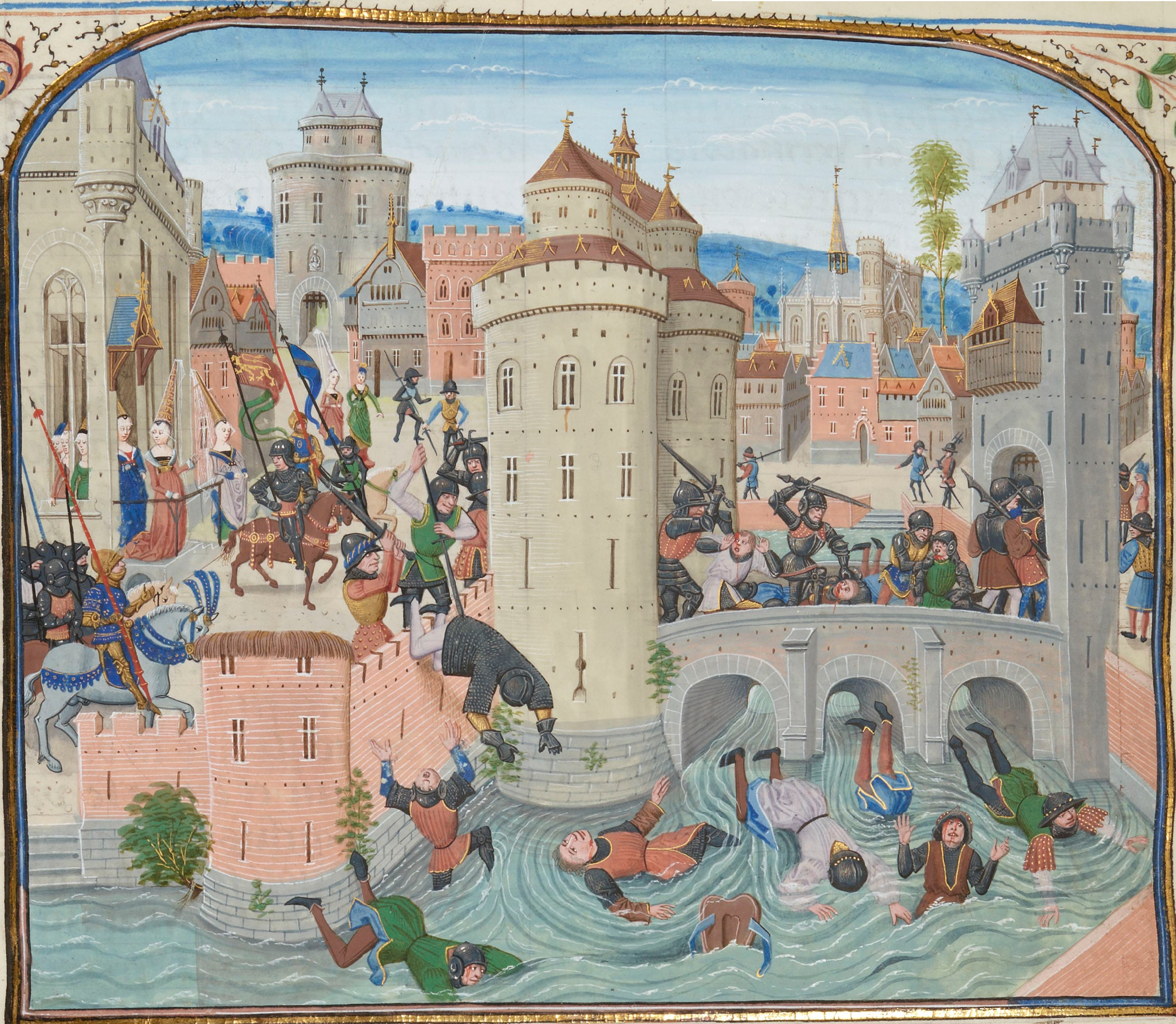
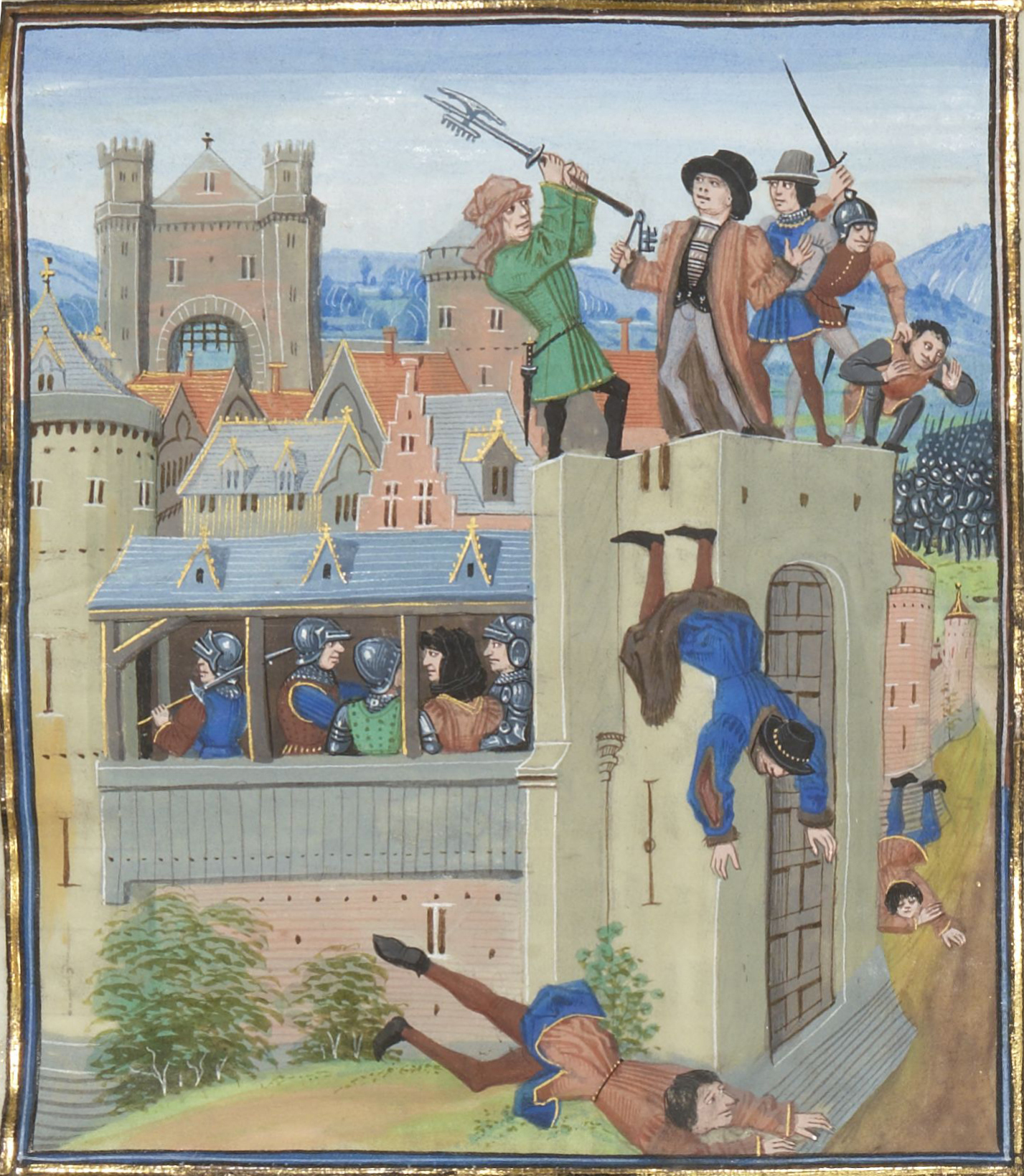
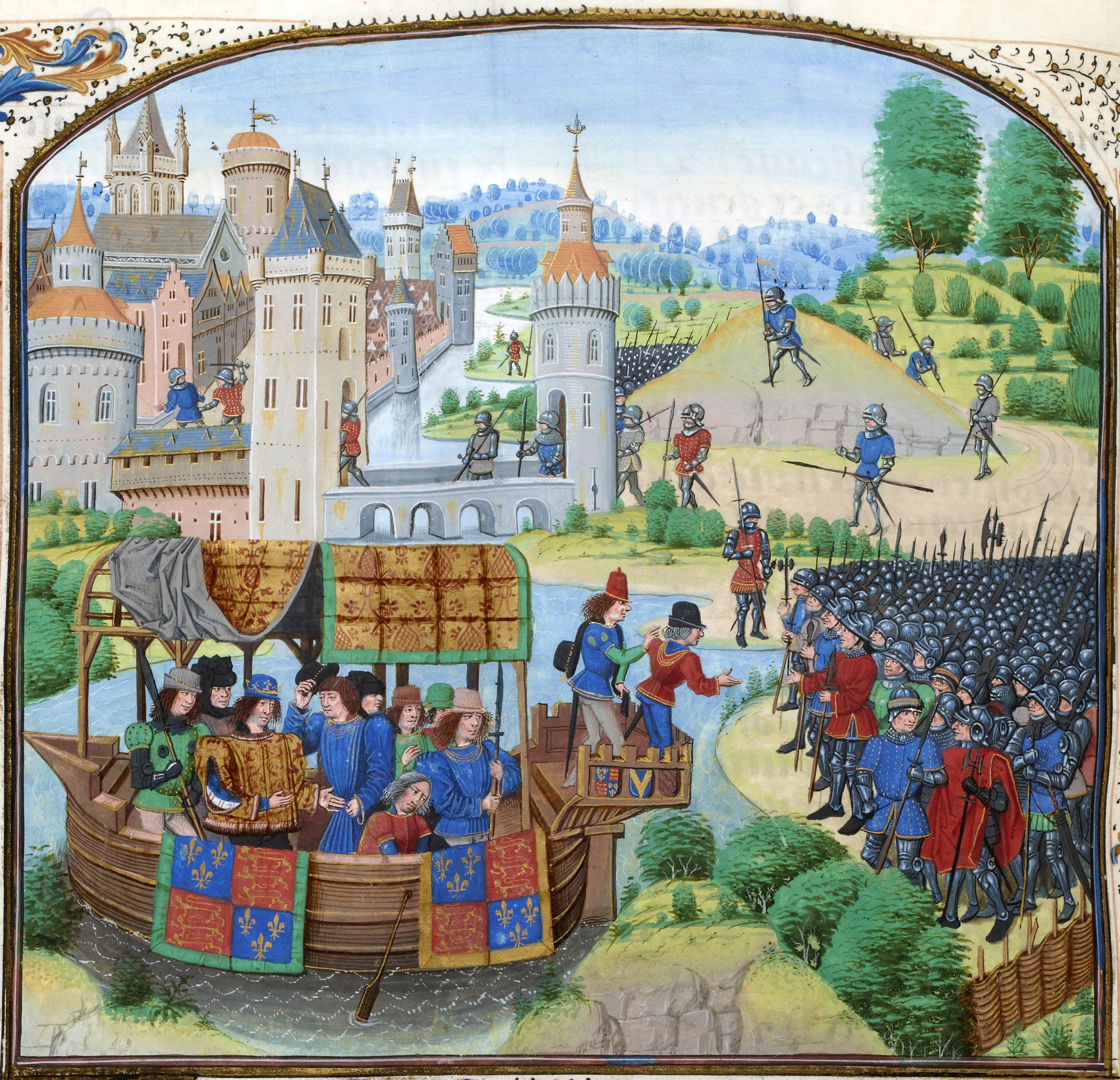
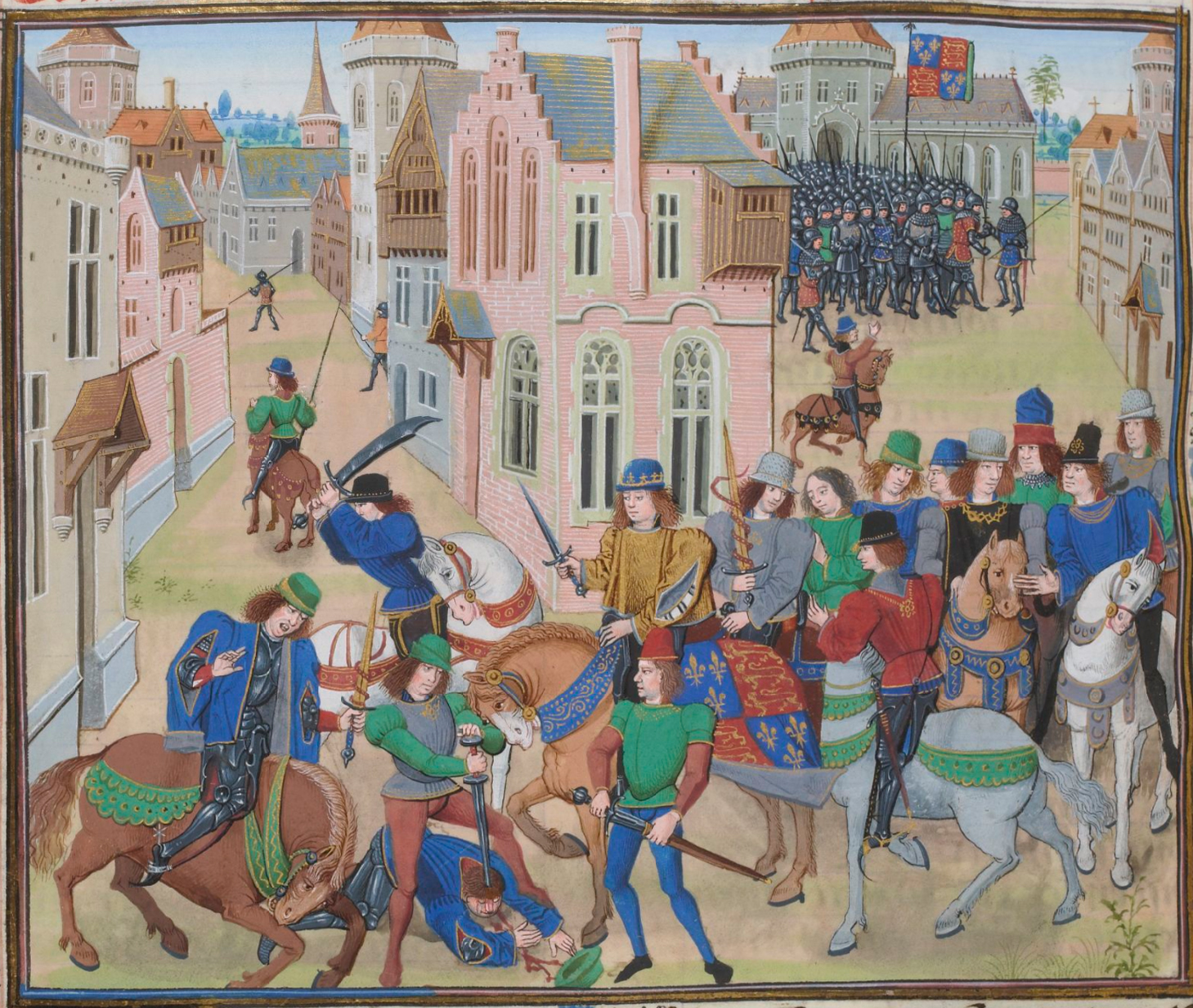
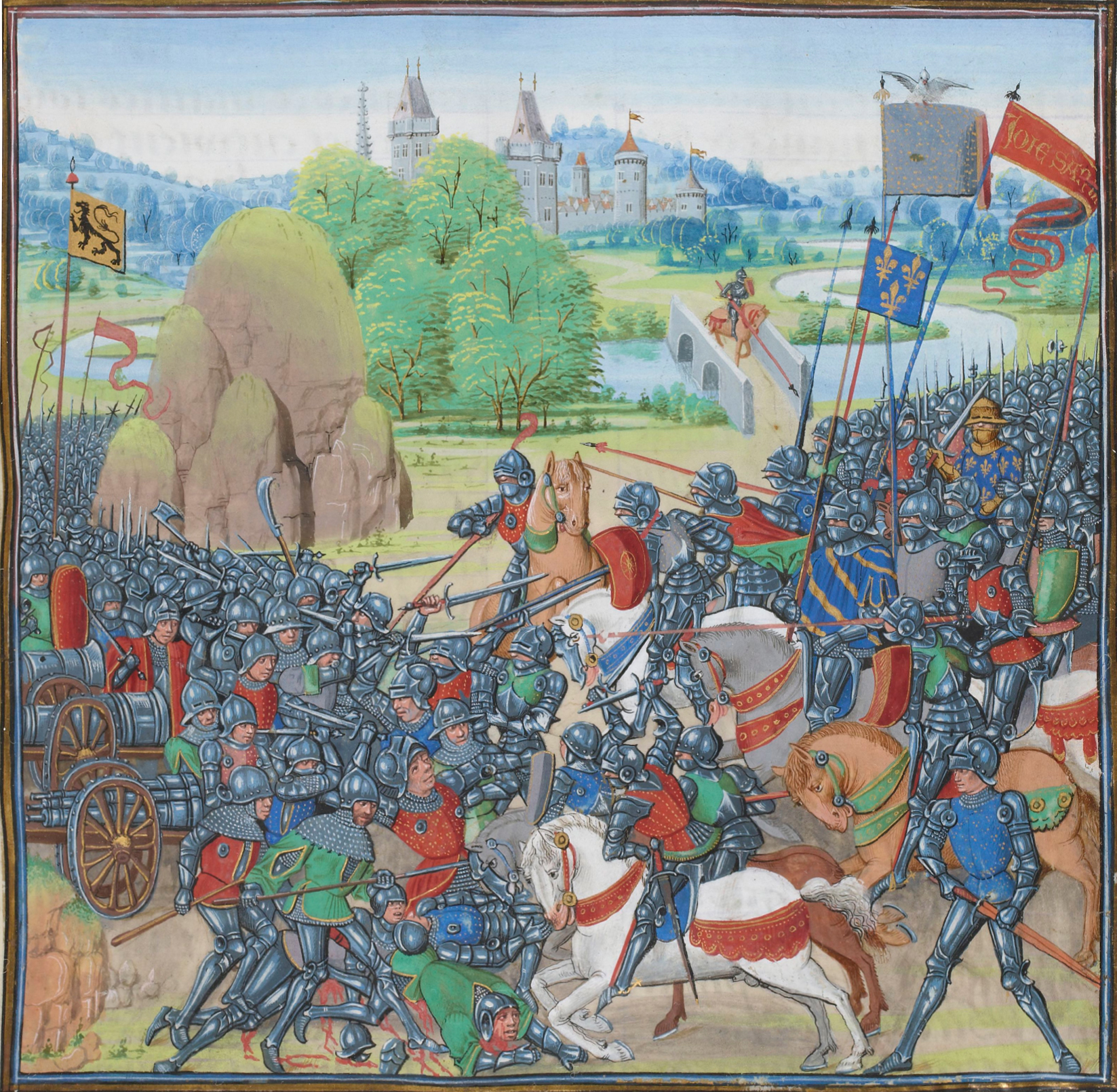
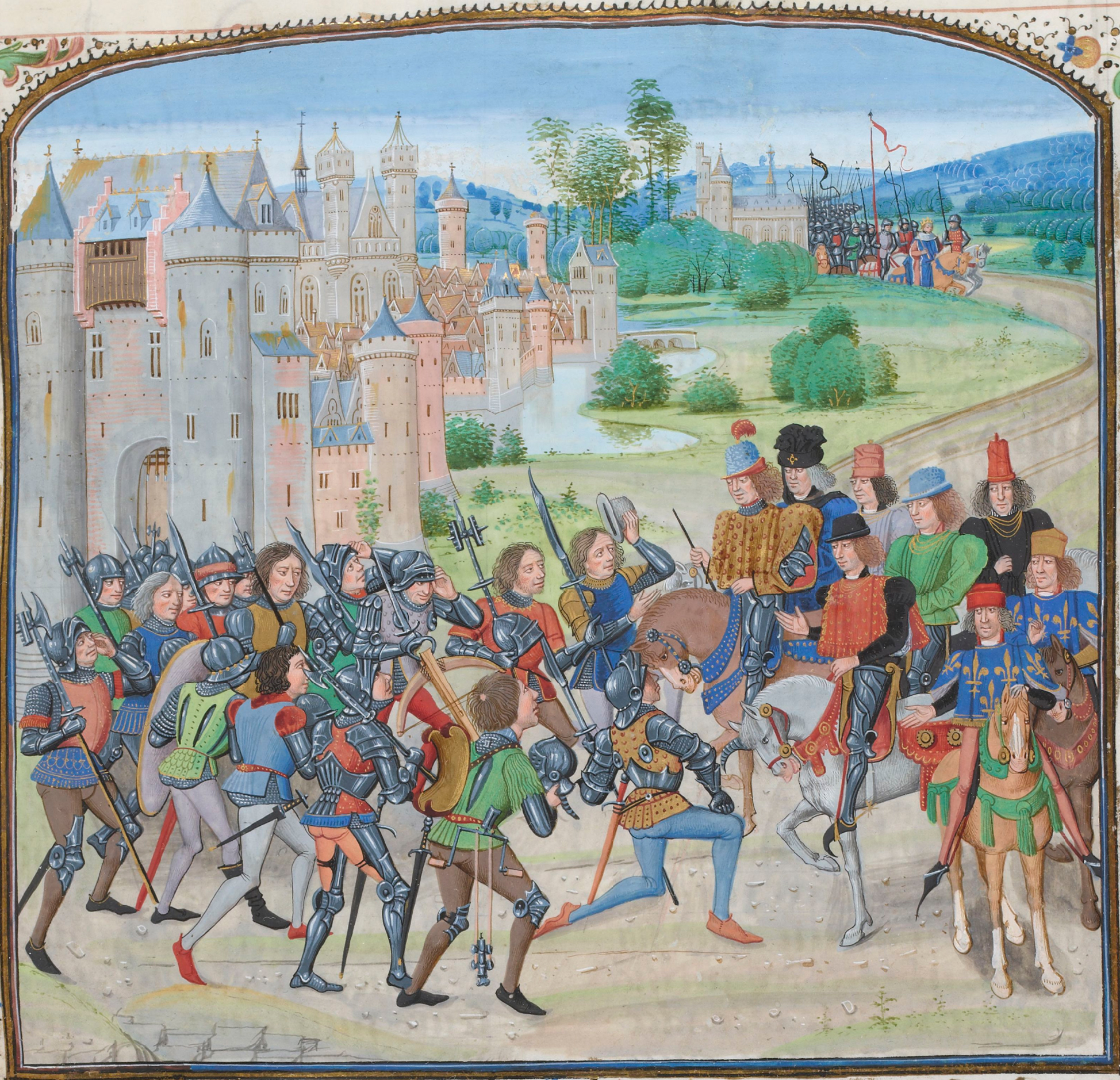
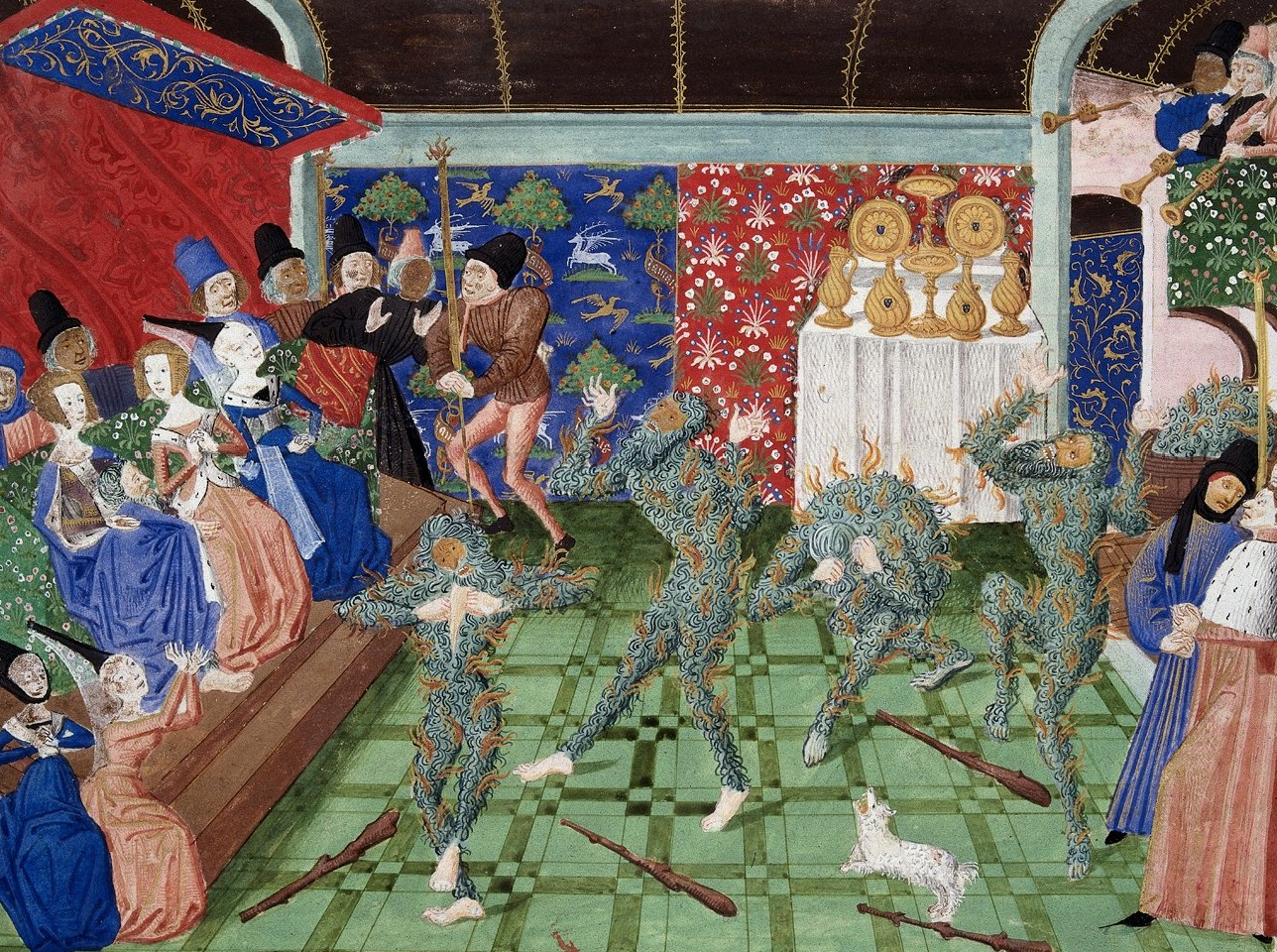
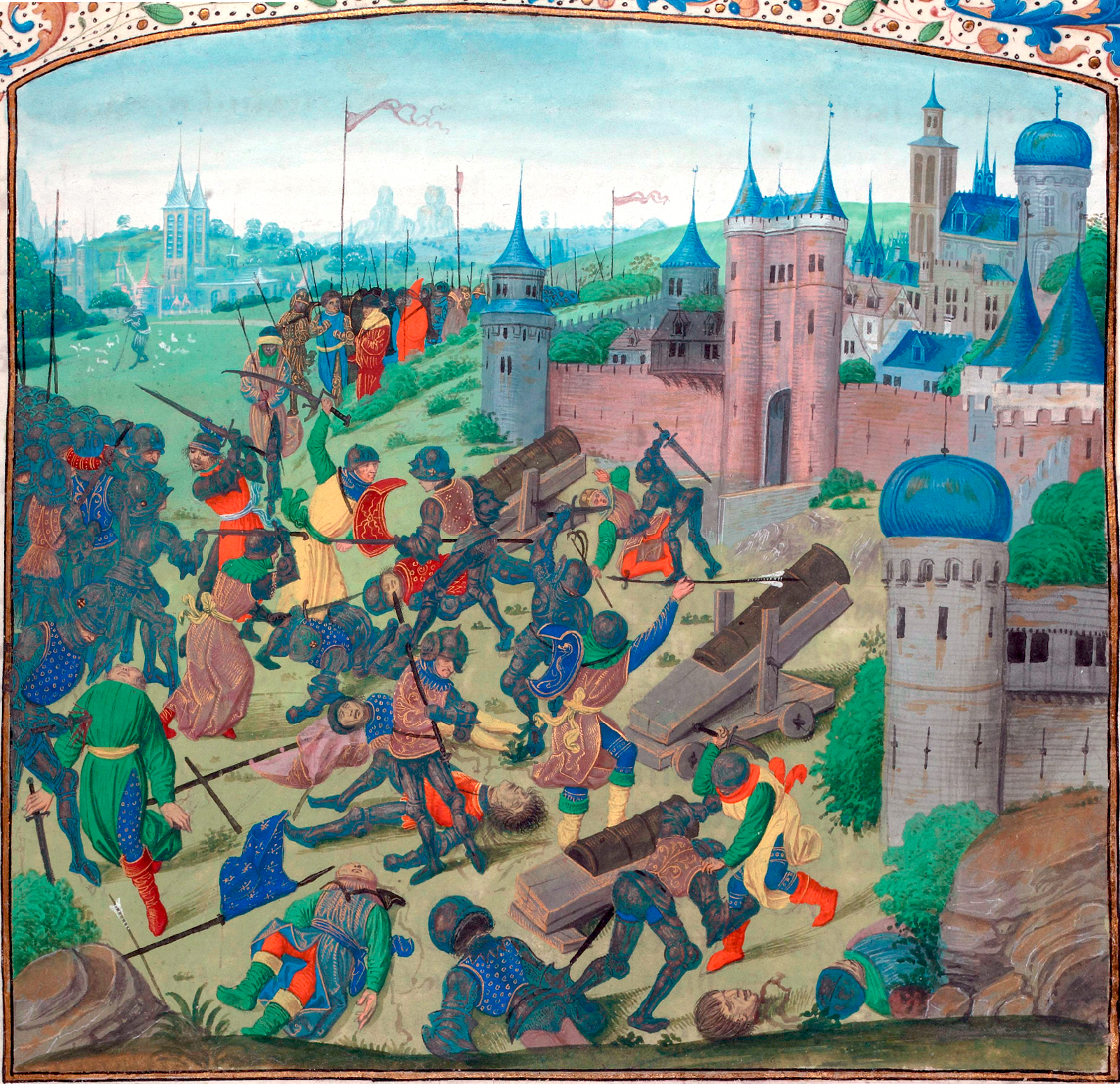
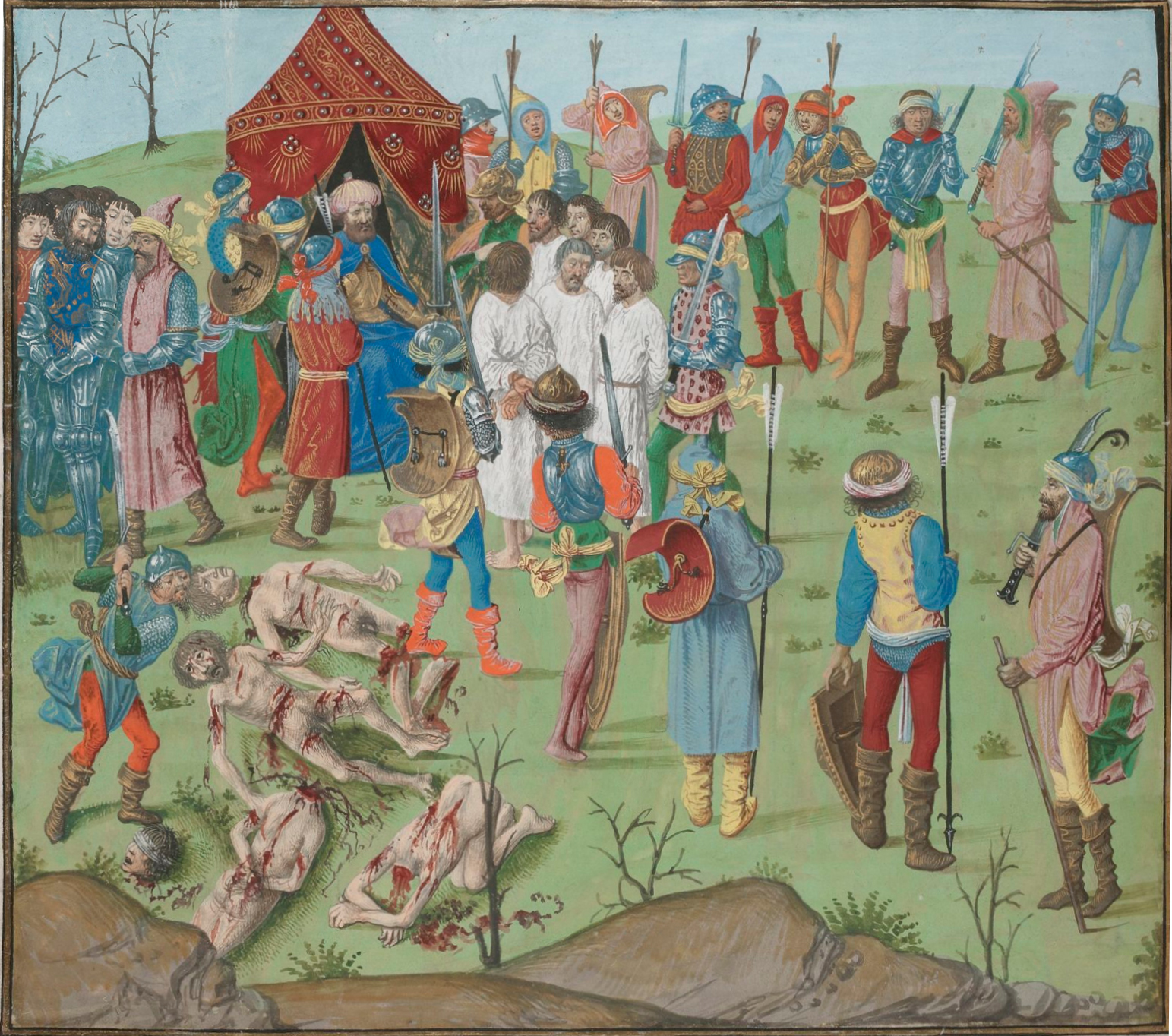